# Ratmirawiczy
Ratmirawiczy (biał. Ратміравічы; ros. Ратмировичи, Ratmirowiczi; pol. hist. Ratmirowicze) – wieś na Białorusi, w obwodzie homelskim, w rejonie oktiabrskim, w sielsowiecie Oktiabrski.
W pobliżu znajdują się przystanek kolejowy Zaazierszczyna oraz stacja kolejowa Ratmirawiczy, położone na linii Bobrujsk – Rabkor.

## Historia
W XIX i w początkach XX w. położone były w Rosji, w guberni mińskiej, w powiecie bobrujskim, w gminie Broża. Po I wojnie światowej pod administracją polską, w Zarządzie Cywilnym Ziem Wschodnich, w okręgu mińskim, w powiecie bobrujskim. W wyniku traktatu ryskiego znalazły się w granicach Związku Sowieckiego. Od 1991 w niepodległej Białorusi.